# Cladonia bacillaris
Cladonia bacillaris (Ach.) Nyl. (1866), è una specie di lichene appartenente al genere Cladonia,  dell'ordine Lecanorales.
Il nome deriva dal latino tardo bacillaris, termine derivato da bacillum che significa bastoncino, verga, per la forma che assume di frequente.

## Caratteristiche fisiche
Il tallo primario è di colore verde tendente al rossiccio. I podezi sono di forma appuntita, vagamente conoidali, alti fino a 5 centimetri, di colore grigio; hanno soredi di consistenza farinosa e normalmente non hanno apoteci. Spesso viene confusa con C. macilenta, di cui molti autori ritengono che la C. bacillaris sia un sinonimo. Proprio la mancanza di apotecio ne rende ardua l'identificazione.
Il fotobionte è principalmente un'alga verde delle Trentepohlia.

## Habitat
Preferisce climi che vanno dal moderato fresco al montano medio-alto. Attecchisce su substrati organici diversi: dai tronchi d'albero caduti al suolo, ceppaie, legno imputridito e nelle vecchie piantagioni di aghifoglie. Predilige un pH del substrato molto acido o con valori intermedi fra molto acido e subneutrale. Il bisogno di umidità varia da igrofitico a mesofitico.

## Località di ritrovamento

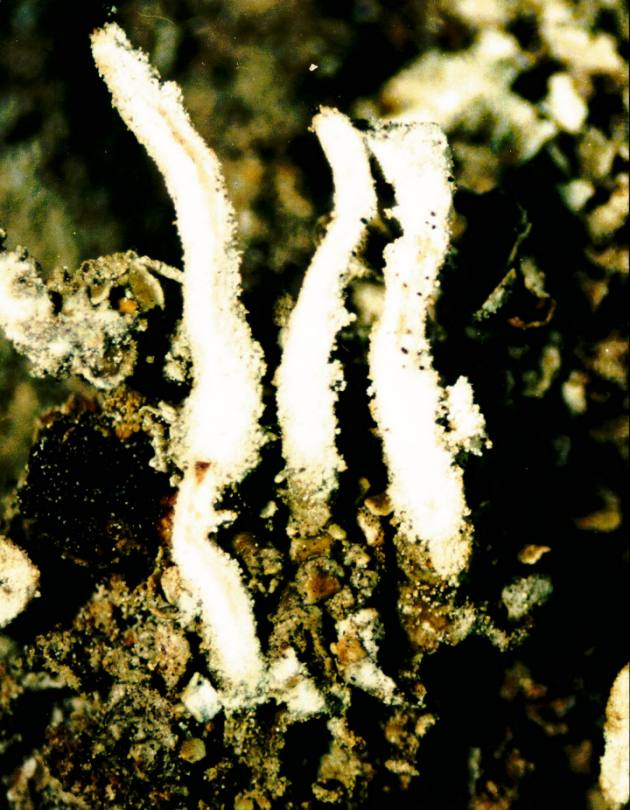
Cladonia bacillaris

La specie, da considerarsi cosmopolita, è stata reperita nelle seguenti località: Germania (Renania-Palatinato, Amburgo, Renania Settentrionale-Vestfalia, Meclemburgo, Bassa Sassonia, Sassonia, Turingia); USA (Florida, Delaware, Alabama, Connecticut, Distretto di Columbia, Indiana, Iowa, Louisiana, Nuovo Messico, Maine, Maryland, Mississippi, Missouri, New York, Pennsylvania, Ohio, Rhode Island, Wisconsin, Virginia Occidentale); Canada (Ontario, Nuovo Brunswick, Columbia Britannica); Spagna (Castiglia e León, Cantabria, Madrid); Austria (Alta Austria, Stiria); Brasile (Paraná, Rio Grande do Sul); Cina (Mongolia interna, Jilin, Hubei, Xinjiang); India (Tamil Nadu); Australia (Australia Occidentale, Nuovo Galles del Sud); Albania, Argentina, Bhutan, Cile, Colombia, Corea del Sud, Costa Rica, Danimarca, Estonia, Etiopia, Finlandia, Giappone, Gran Bretagna, Guyana, Hawaii, Hong Kong, Irlanda, Islanda, Isole Azzorre, Isole Canarie, Isole del Principe Edoardo, Kenya, Lituania, Madagascar, Madera, Malaysia, Marocco, Mongolia, Norvegia, Nuova Zelanda, Paesi Bassi, Panama, Papua Nuova Guinea, Polonia, Portogallo, Réunion, Repubblica Ceca, Romania, Serbia, Svezia, Sudafrica, Taiwan, Tanzania, Tristan da Cunha, Turchia, Uganda, Ungheria, Uruguay, Venezuela.
In Italia è presente in molte regioni: abbastanza comune in Trentino-Alto Adige, Valle d'Aosta, Lombardia settentrionale, Veneto settentrionale; rara in Liguria, Emilia-Romagna, Friuli, Toscana, Marche e Abruzzo; abbastanza rara in Campania, Calabria, Sicilia e Sardegna.

## Tassonomia

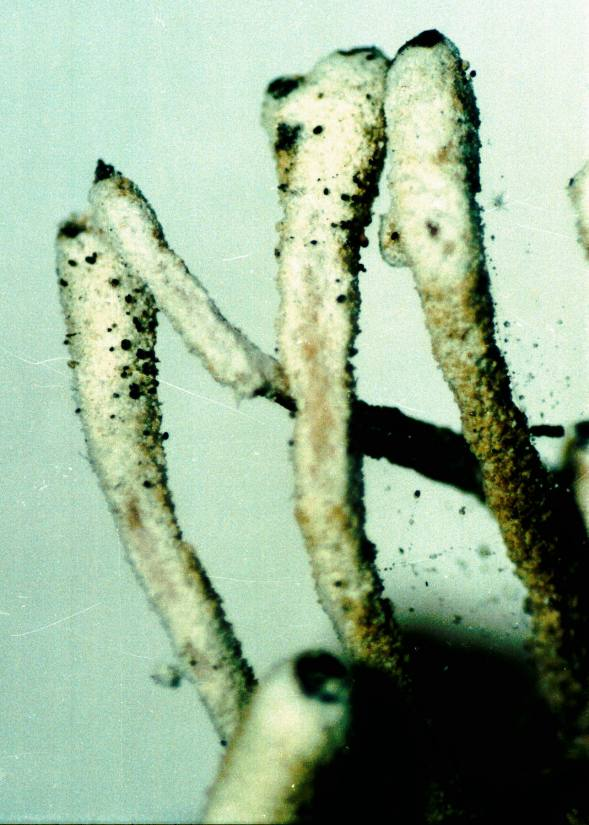
Cladonia bacillaris

Vari autori la ritengono un sinonimo di C. macilenta.
Questa specie va riferita alla sezione Cocciferae, e presenta le seguenti forme, sottospecie e varietà: (al 2008)
- Cladonia bacillaris f. abbreviata (Vain.) Harm.
- Cladonia bacillaris f. bacillaris (Ach.) Nyl. (1866).
- Cladonia bacillaris f. mucronata (Delise) M. Choisy (1951).
- Cladonia bacillaris f. nana Asahina (1950).
- Cladonia bacillaris f. pityropoda Nyl., (= Cladonia macilenta).
- Cladonia bacillaris f. subscyphifera (Vain.) Sandst., (= Cladonia macilenta).
- Cladonia bacillaris f. tingens Asahina (1939).
- Cladonia bacillaris subf. bacillaris (Ach.) Nyl. (1866).
- Cladonia bacillaris subf. inactiva M. Choisy (1951).
- Cladonia bacillaris var. bacillaris
- Cladonia bacillaris var. bacillaris (Ach.) Nyl. (1866).
- Cladonia bacillaris var. elegantor Vain.
- Cladonia bacillaris var. elegantor Vain.
- Cladonia bacillaris var. pacifica Asahina (1939).
- Cladonia bacillaris var. tubaeformis (Mudd) M. Choisy (1951).